# 비루와역
비루와역(일본어: 美留和駅)은 일본 홋카이도 가와카미 군 데시카가정에 위치한 홋카이도 여객철도 센모 본선의 철도역이다. 역 번호는 B65이며, 단선 승강장 1면 1선의 구조를 갖춘 지상역이다.

## 역 주변
- 비루와 우체국

## 역사
- 1930년 8월 20일 : 일본국유철도의 역으로서 개업. 일반역.
- 1979년 7월 15일 : 화물 취급 폐지.
- 1984년
  - 2월 1일 : 소화물 취급 폐지.
  - 3월 1일 : 역무원 배치 종료. 간이 위탁화.
- 1987년 4월 1일 : 일본국유철도 분할 민영화에 의해, 홋카이도 여객철도가 승계.
- 1992년 4월 1일 : 간이 위탁 폐지, 완전 무인화.

## 인접 역
| 홋카이도 여객철도 센모 본선   | 홋카이도 여객철도 센모 본선 | 홋카이도 여객철도 센모 본선 |
| ----------------------------- | --------------------------- | --------------------------- |
| B 66 가와유온센 아바시리 방면 | ■ 센모 본선                 | 마슈 B 64 히가시쿠시로 방면 |